# Normandia villosocostata
Normandia villosocostata is een keversoort uit de familie beekkevers (Elmidae). De wetenschappelijke naam van de soort werd in 1879 gepubliceerd door Louis Jérôme Reiche.